# 植草一秀
植草 一秀（うえくさ かずひで、1960年〈昭和35年〉12月18日 - ）は、日本の経済評論家、経済学者。
専門は日本経済論、金融論、経済政策論。スリーネーションズリサーチ株式会社代表取締役社長。1998年日本経済新聞社アナリストランキング・エコノミスト部門第1位獲得。「現代日本経済政策論」で第23回石橋湛山賞受賞。
スリーネーションズリサーチ株式会社についても記述する。

## 人物
東京都江戸川区生まれ。東京都立両国高等学校、東京大学経済学部卒業。野村総合研究所エコノミストや早稲田大学大学院教授などを歴任。好きな経済学者としてジョン・メイナード・ケインズとミルトン・フリードマンを挙げている。小泉内閣による「聖域なき構造改革」などの諸政策に対しては批判を行う一方、政府の無駄を排除した小さな政府は「良い小さな政府」として肯定している。地球温暖化については、自身のブログで懐疑的な立場を表明している。2005年以降、刑事事件で二度の有罪判決を受けている。

### 略歴
- 1979年3月 - 東京都立両国高等学校卒業
- 1979年4月 - 東京大学文科二類入学
- 1983年3月 - 東京大学経済学部経済学科卒業
- 1983年4月 - 野村総合研究所入社、経済調査部
- 1985年7月 - 大蔵省財政金融研究所研究官
- 1991年6月 - 京都大学経済研究所助教授
- 1993年10月 - スタンフォード大学フーバー研究所（Hoover Institute）客員フェロー
- 1996年7月 - 野村総合研究所主任エコノミスト
- 1999年4月 - 野村総合研究所上席エコノミスト
- 2002年4月 - 野村総合研究所主席エコノミスト
- 2003年4月 - 早稲田大学大学院（専門職大学院）公共経営研究科教授。大阪経済大学客員教授
- 2005年4月1日 - スリーネーションズリサーチ株式会社を設立、代表取締役社長に就任
- 2006年4月 - 名古屋商科大学大学院客員教授 （同年9月まで）

## 主張

### 郵政民営化について
郵政民営化については、「売国政策」であり、日本の公的資産を米国などに収奪されるためのプログラムだったと主張している。実態は公的事業の「営利化」「利権強奪」であり、かんぽの宿の不正払い下げや、米国の利益のための政策であったと批判している。

### COVID-19ワクチンについて
COVID-19ワクチンについては、その有効性や安全性に強い疑念を示し、ワクチン接種拡大と日本の死亡数増加との関連を主張している。自身のブログやコラムでは「新型コロナワクチンは史上空前の災厄をもたらした」「ワクチン接種が日本国民の死亡数激増をもたらした」と述べている。また、ワクチン政策や製薬企業・政府の利権構造についても批判的な立場を取り、「ワクチン利権」や「国家統制の強化」などの問題点を指摘している。

## 複数の刑事事件とその影響

### 条例違反事件（一）
現行犯逮捕・起訴（被疑者として）
2004年（平成16年）4月8日午後3時頃、早稲田大学大学院教授の職にあった植草は、品川駅のエスカレーターで女子高生のスカートの中を手鏡で覗こうとしたとして鉄道警察隊員に東京都迷惑防止条例違反（粗暴行為の禁止）の現行犯で逮捕された。植草は逮捕直後に容疑事実を認め、謝罪したものの、その後「手鏡は持っていましたが、覗いていません」と否認に転じた。本人のブログによると、捜査段階では一貫して品川駅エスカレーターの防犯カメラ映像の記録を確認することを求めたが、その映像は既に廃棄されていたという（しかしながら、そもそも防犯カメラの位置はエスカレーター前方にあり映像有無は関係がなく、目撃の上での逮捕となっている）。
同年4月28日、東京地方検察庁は同容疑で植草を起訴 。植草は同年5月10日、保釈保証金300万円を納付して即日保釈された。
事件の影響
事件を受けてテレビ各局は、植草をそれまでの出演番組から降板させた。また、徳島県も2004年（平成16年）4月13日、植草をそれまでの「カモンとくしま」のアドバイザリー・スタッフから解任した。早稲田大学理事会も同年5月7日、植草の教授職解任を議決した。この事件がメディアで大きく取り上げられたことによって、経済コメンテーターとしてテレビ番組にたびたび出演していた植草の評判は落ちた。
裁判（被告人として）
2004年（平成16年）6月17日、初公判が東京地方裁判所で開かれた。植草は「起訴事実は真実ではございません。この法廷の正義に誓って無罪、潔白です」と全面的に争う姿勢を示した。一方、検察側の冒頭陳述によると、植草の自家用車の中から女子高生の制服のような服装をした女性が写ったインスタント写真やデジタルカメラ画像が約500枚見つかり、また植草の携帯電話からも同様の画像が見つかったという。同年8月30日、植草は霞ヶ関で記者会見し、「手鏡はテレビ出演時に身だしなみを確認するため持っていただけです。天地神明に誓って潔白」だと改めて身の潔白を主張。一旦は容疑を認めたことについては、そうすれば情状酌量が得られるという警察からの強い提案があったからだ、と語った。2005年（平成17年）2月21日、検察側は植草に懲役4ヶ月、手鏡1枚没収を求刑、弁護側は改めて無罪を主張し、裁判は結審した。
有罪確定（罰金の支払い、社会復帰へ）
同年3月23日、東京地裁（大熊一之裁判長）は、「現行犯逮捕した警察官の証言は信用でき、証拠は十分だ。犯行は手慣れているとの印象さえある。犯行に至るまでの間も不審な行動を繰り返しており、偶発的な犯行とは言い難い」とし、植草に罰金50万円、手鏡1枚没収の判決を言い渡した。これに対し植草は「天地神明に誓って無実」と冤罪を主張したが、控訴せずに同年4月6日の控訴期限日に刑が確定した。控訴しなかったのは裁判制度が正しく機能していないことに気づいたからである、と植草は語った。

### 条例違反事件（二）
現行犯逮捕・起訴（被疑者として）
2006年（平成18年）9月13日午後10時頃、京急本線の品川駅-京急蒲田駅間の下り快特電車内で高校生の女子生徒に痴漢行為をしたとして、東京都迷惑防止条例違反の現行犯で警視庁により逮捕された。女子生徒が声を上げ、周りの乗客が植草を取り押さえて警察に引き渡した。逮捕直後から植草は「酒に酔っていて覚えていない」と容疑を否認していた。同年10月4日、東京地検は植草を逮捕容疑で起訴したが、植草は「人違いか（被害者の）勘違いではないですか」と容疑を否認した。
事件の影響
2006年（平成18年）9月26日、名古屋商科大学は理事会を開催し常勤職員の懲罰基準に照らし、植草の解雇処分を決議した（理由は、逮捕・勾留により後期授業をすることが不可能なため。発表は翌27日）。植草を雇っていた第一興商や極東証券は、前回の事件のときとは異なり、彼を擁護することはしなかった。
裁判（被告人として）
2006年（平成18年）12月6日、東京地裁で初公判が開かれた。植草は「天に誓ってやっていません」と無罪を主張。起訴状によると事件当時、被害女性から「子供が見てるのに恥ずかしくないんですか?」と言われうつむいていると、他の男性乗客2人に取り押さえられ駅事務室に連行。当初は「私は女性が不快に思うことをやりました」と容疑を認めたにもかかわらず、警察の取調べに際し一転無罪を主張したとされる。一方で、植草は「これが土石流のように報道され、家族も被害を受けてしまう。家族を守るためには私が死ぬしかない」と思い、駅事務室でネクタイを首に締めて家族のために自殺も図ろうとしたことも明らかになった。弁護側は「被告人は当時紹興酒を20〜30杯近く飲んでいる酒酔い状態」であり痴漢などをできる状態にはなく、また「痴漢騒ぎかと思って、絶対に関わりたくないなと思っていたら自分が犯人にされた」と主張している。
同年12月20日、第2回目公判が開かれ、検察側証人として目撃者が出廷し、被害女性もビデオで証人尋問に応じた。検察側証人の目撃者は「痴漢をしたのは植草被告人に間違いありません」と述べた。また検察は、事件当時の被害女性の着衣を鑑定している。その後の公判で植草の無実を主張する証人も現れたが、この証人は植草が車内で取り押さえられたのは目撃したがそれ以前は車内で寝ていたと証言したため、証言の有用性が裁判で認められることはなかった。
2007年（平成19年）1月25日、第3回目公判が開かれ、被害女性の着衣を鑑定していた科学捜査研究所の女性研究員が検察側証人として出廷。「被害女性のスカートの構成繊維と、植草被告人の左手人さし指、右手薬指、右手親指から採取した繊維片が類似」と証言した。
同年7月18日、検察側は「犯行は確信的で執拗（しつよう）だ。常習性が顕著で長期間、矯正をするため実刑にするのが相当」とし、懲役6月を求刑した。
度重なる保釈却下
東京地裁は起訴翌日の10月5日、植草の保釈申請に対し、保釈保証金600万円で植草被告人の保釈を許可する決定をした。しかしながら東京地検はこれを不服として準抗告し、翌6日、地裁は地検の準抗告を認め、保釈を却下した。同16日、最高裁判所第一小法廷は保釈許可を取り消した地裁の決定を支持し、植草側の特別抗告を棄却した。2007年（平成19年）1月19日に、東京地裁は再び保釈許可を出し、植草側は保釈金600万円を納入した。しかし、同日東京地検が準抗告したため、保釈の執行は停止されていた。同22日、地裁が地検の準抗告を退けたため、植草は即日保釈された。
実刑判決、控訴へ
2007年10月16日、東京地裁（神坂尚裁判長）は、「不合理な弁解をして反省の姿勢が全く認められない」と植草の姿勢を強く非難した上で、「規範意識に相当問題があり再犯のおそれも否定できない。もはや社会内での更生は期待できない」と懲役4ヶ月の実刑判決を言い渡した。植草側は東京高等裁判所に即日控訴した。
2008年（平成20年）3月18日、東京高裁（田中康郎裁判長）で控訴審が始まった。植草はあらためて無罪を主張。手指から採取された繊維は駅員ともみあった際に付着したものであると主張し、駅員着用の制服構成生地を入手して、その生地構成繊維の鑑定をある大学教授に委嘱し、手指付着物との比較を行った。その結果、手指付着物から確認された4本の「青色獣毛繊維」は駅員が着用していた制服構成生地の構成繊維と「極めて類似」しているとの鑑定結果を得たが、裁判ではこの鑑定結果は証拠として採用されず、鑑定を行った大学教授を証人申請したが却下された。
控訴棄却、上告へ
同年4月16日、東京高裁（同）は「被害者や目撃者の証言は信頼性が高い」として一審の実刑判決を支持し、控訴を棄却した。植草側は同日上告した。
上告棄却、実刑確定、収容
2009年（平成21年）6月25日、最高裁第三小法廷（近藤崇晴裁判長）は、一審及び二審の実刑判決を支持して植草の上告を棄却する決定を下した。これにより植草の懲役4ヶ月の実刑判決が確定し、8月3日に収容され、刑務所には送られぬまま東京拘置所で当所執行を受ける。同年10月4日に、満期釈放した。
出所後
出所後は文筆活動、講演活動を再開する。「知られざる真実－勾留地にて」「売国者たちの末路－私たちは国家の暴力と闘う」など、一連の裁判や拘留をテーマにした出版も行う。

### 報道被害に対する損害賠償請求
名誉毀損で週刊誌4誌及びテレビ局を提訴
刑事裁判においては敗訴したが、自身に向けられた人権被害（報道被害）については民事裁判を起こし、一部においては勝訴している。
2007年（平成19年）4月19日、植草は小学館、講談社、徳間書店及び毎日新聞社を相手取り、計5500万円の損害賠償などを求める訴訟を東京地裁に提起した。それぞれ『女性セブン』、『フライデー (雑誌)』、『アサヒ芸能』、『サンデー毎日』に掲載された痴漢事件の記事によって名誉を毀損されたとの理由による。さらに、2007年（平成19年）9月10日、朝日放送（大阪市福島区）の報道により名誉を傷付けられたとし、同社に1,100万円の損害賠償を求めて東京地裁に提訴した。同局は情報番組「ムーブ!」（2006年9月21日、生放送）の中で、上述の『女性セブン』の記事をそのまま紹介していた。植草側は「当日に発売された記事を独自の取材をすることなくうのみにして放送しました」と同局を強く批判した。
小学館との和解
2008年（平成20年）4月4日、東京地裁で『女性セブン』を発行する小学館との和解が成立。小学館側の和解金100万円の支払いや謝罪広告の掲載などが条件。記事では植草が痴漢で10回摘発されたと報じたが、実際には3回だと認定されたため。
徳間書店との裁判
2008年（平成20年）5月21日、東京地裁（村田渉裁判長）は『アサヒ芸能』が掲載した植草に関する記事について、「記事の内容は真実ではなく、真実と信じる相当の理由もない。逮捕後でも起訴前の否認段階では原告が無実と信じる者もいたので、記事による名誉棄損は軽視できない」とし、出版元の徳間書店に190万円の支払を命じた。
講談社との裁判
2008年（平成20年）7月28日、東京地裁（石井忠雄裁判長）は、植草のことを「7〜8回近く同様の行為で厳重注意を受けている」と報じた『フライデー』に対し、「記者は警視庁関係者らに取材しているが、客観的な裏付けがなく真実と信じる相当の理由はない」とし、発行する講談社に110万円の支払を命じた。この判決に対しフライデー編集部は、「今後の捜査情報にかかわる報道を困難にするもので承服できません」とのコメントを発表した。
毎日新聞社に敗訴
2008年（平成20年）9月8日、東京地裁（大段亨裁判長）は、植草のことを「セクハラ癖は業界では有名」と報じた『サンデー毎日』に対し、「セクハラ癖があるのは真実と認められるが、『業界では有名』という部分は真実の立証がない」とし、発行する毎日新聞社に33万円の支払いを命じた。しかし、2009年（平成21年）2月18日、控訴審で東京高裁は「記事は真実と認められる」と毎日新聞社の逆転勝訴判決を言い渡し、さらに2009年（平成21年）6月23日、最高裁第三小法廷は植草の上告を棄却し、毎日新聞社の勝訴が確定した。
朝日放送との和解
2008年（平成20年）10月23日、東京地裁（岡健太郎裁判長）で朝日放送との和解が成立。問題とされた番組内で1分間の謝罪放送を2度放送することなどで合意した。朝日放送は「再発防止に努めてまいります」とコメントした。

## 出演

### テレビ番組
- 『FNNニュース555 ザ・ヒューマン』（フジテレビ、初回〈1997年3月31日〉出演）
- 『情報プレゼンター とくダネ!』（フジテレビ、1999年 - 2004年）
- 『ワールドビジネスサテライト』（テレビ東京、1992年10月 - 2004年4月）

### ウェブ番組
- 『エアレボリューション』（ニコニコ生放送、2024年9月17日）
- 『UIチャンネル 東アジア共同体研究所』（YouTube、不定期出演）

## 著書

### 単著
- 『金利・為替・株価の政治経済学』（岩波書店、1992年）
- 『日本の総決算』（講談社、1999年）
- 『現代日本経済政策論』（岩波書店、2001年）石橋湛山賞受賞。
- 『ウエクサ・レポート 2006年を規定するファクター』（市井文学、2006年）
- 『知られざる真実－勾留地にて－』（イプシロン出版企画、2007年） ISBN 490314528X
- 『日本の独立』（飛鳥新社、2010年）
- 『日本の再生 機能不全に陥った対米隷属経済からの脱却』（青志社、2011年）
- 『消費増税亡国論 三つの政治ペテンを糺す！』（飛鳥新社、2012年）
- 『金利・為替・株価大躍動 ~インフレ誘導の罠を読み抜く』（ビジネス社、2013年）
- 『アベノリスク 日本を融解させる7つの大罪』（講談社、2013年）[54]
- 『日本経済撃墜 -恐怖の政策逆噴射-』（ビジネス社、2013年）
- 『日本の真実 安倍政権に危うさを感じる人のための十一章』（飛鳥新社、2014年）
- 『日本の奈落 年率マイナス17%GDP成長率衝撃の真実』（ビジネス社、2014年）
- 『日本経済復活の条件 金融大動乱時代を勝ち抜く極意 TRI REPORT CY2016』（ビジネス社、2016年）

### 共著
- 長谷川慶太郎『これからの日本経済 景気回復への方策』（学習研究社、1993年）
- 堺屋太一、刈屋武昭共著『あるべき金融 リスクの市場化なくして再生なし』（東洋経済新報社、2003年）
- 副島隆彦共著『売国者たちの末路 私たちは国家の暴力と闘う』（祥伝社、2009年）
- 副島隆彦、高橋博彦共著『国家は「有罪(えんざい）」をこうして創る 「植草事件」裁判記録』（祥伝社、2012年）
- 孫崎享、鳩山由紀夫共著『「対米従属」という宿痾』（飛鳥新社、2013年）
- 鳥越俊太郎、木村朗編著『20人の識者がみた「小沢事件」の真実―捜査権力とメディアの共犯関係を問う!』（日本文芸社、2013年）[55]
- 岩上安身、川内博史、木村朗共著『米国が隠す日本の真実 戦後日本の知られざる暗部を明かす』（詩想社、2015年）
- 伊藤真共著『泥沼ニッポンの再生 国難に打ち克つ10の対話』（ビジネス社、2016年）
- 鳩山友紀夫、孫崎享、前川喜平共著『出る杭の世直し白書: 「なんでも官邸団」に成り下がった政財官を斬る!』（ビジネス社、2021年10月14日）ISBN 9784828423326。
- 植草一秀、白井聡『沈む日本 4つの大罪』ビジネス社、2024年7月1日。ISBN 978-4828426303。

## スリーネーションズリサーチ株式会社
スリーネーションズリサーチ株式会社（略称：TRI、Three-Nations Research Institute Co., Ltd.）は、国際政治経済の情報発信や投資コンサルティングなどを行っている企業である。2003年4月1日に資本金1000万円で設立され、神奈川県川崎市麻生区にある。代表取締役社長は経済学者、経済評論家の植草一秀。

### 業務
- 毎月2回（1日と16日）行っている『金利・為替・株価特報』の発行。
- 各種講演会への出講
- 経済に関する調査
- 書籍、雑誌の出版
- 投資に関するコンサルティングなど